# Савінова Катерина Федорівна
Катерина Федорівна Савінова (26 грудня 1926, Єльцовка, Алтайський край, Російська РФСР — 25 квітня 1970, Новосибірськ, Російська РФСР) — радянська російська акторка. Володарка унікального голосу (три октави). Заслужена артистка РРФСР (1965).

## Життєпис
Закінчила Всесоюзний державний інститут кінематографії (1950).
Знялася у понад 20 картинах, зокрема: «Кубанські козаки» (1950, Люба), «Велика родина» (1954, Дуняша), «Одруження Бальзамінова» (1964, куховарка Матрона) та ін., а також в українських кінокартинах: «Тінь біля пірсу» (1955, Клава Воропай), «Приходьте завтра...» (1963, Фрося Бурлакова). Роль Фросі Бурлакової стала «зоряною» і принесла популярність. Також за виконання цієї ролі Катерина Савінова стала лауреаткою I-го Всесоюзного кінофестивалю в номінації Призи акторам (Ленінград, 1964).
У шлюбі з режисером Євгеном Ташковим народила сина Андрія (теж став актором).
За словами чоловіка на зніманнях у Криму протягом 1952 року в кінофільмі «Сільський лікар» Сергія Герасимова купила та випила сире молоко, яке було заражене бруцелами. Через це захворіла на бруцельоз, який не виявили своєчасно. Внаслідок хвороби отримала ускладнення, спричинені розладом центральної нервової системи, що призвело до появи тяжкої депресії, на яку хворіла тривалий час. Знаючи про невиліковність своєї хвороби, вчинила самогубство (кинулася під потяг). Похована в Новосибірську.

## Фільмографія
| Рік  |   | Українська назва                | Оригінальна назва                  | Роль                            |
| ---- | - | ------------------------------- | ---------------------------------- | ------------------------------- |
| 1970 | ф | Розплата                        | Расплата                           | сусідка Платових                |
| 1968 | ф | Зигзаг удачі                    | Зигзаг удачи                       | продавчиня                      |
| 1964 | ф | Одруження Бальзамінова          | Женитьба Бальзаминова              | Мотрона, кухарка                |
| 1963 | ф | Приходьте завтра...             | Приходите завтра...                | Фрося Бурлакова                 |
| 1959 | ф | Колискова                       | Колыбельная                        | Ольга                           |
| 1959 | ф | Балада про солдата              | Баллада о солдате                  | провідниця                      |
| 1956 | ф | Медовий місяць                  | Медовый месяц                      | Зойка, комсомольська секретарка |
| 1955 | ф | Одного чудового дня             | В один прекрасный день             | Катерина Воропай, диригентка    |
| 1955 | ф | Тінь біля пірсу                 | Тень у пирса                       | Клава Шубіна, офіціантка        |
| 1954 | ф | Велика родина                   | Большая семья                      | Дуняша Журбіна                  |
| 1953 | ф | Альоша Птіцин виробляє характер | Алёша Птицын вырабатывает характер | продавчиня морозива             |
| 1953 | ф | Степові зорі                    | Степные зори                       | епізодична роль                 |
| 1949 | ф | Кубанські козаки                | Кубанские казаки                   | Любочка                         |

## Нагороди та номінації
| Рік  | Премія                    | Номінація                    | Стрічка / Роль                   | Результат |
| ---- | ------------------------- | ---------------------------- | -------------------------------- | --------- |
| 1955 | «Каннський кінофестиваль» | Приз за найкращу жіночу роль | «Велика родина» / Дуняша Журбіна | Перемога  |

## Пам'ять
- Про життя і творчість акторки вийшло кілька телепередач: «Щоб пам'ятали. Савінова Катерина» (1995) Леоніда Філатова, «Як ішли кумири. Савінова Катерина» (2006), «Трагедія Фросі Бурлакової» (2007).
- У 2006 році видавництво «Азбука» випустило книгу «Світло згаслої зірки: Катерина Савінова. (Рукописи, спогади, фільмографія)».
- На батьківщині, в селі Ельцовка на Алтаї, відкрито меморіальний музей Катерини Савінової.